# جاك سوندرز
جاك سوندرز (بالإنجليزية: Jack Saunders)‏ (24 أغسطس 1924 بميدلزبرة في المملكة المتحدة - 1 يونيو 2013 في المملكة المتحدة) هو لاعب كرة قدم بريطاني (وحمل سابقاً جنسية المملكة المتحدة لبريطانيا العظمى وأيرلندا) في مركزي قلب الدفاع والدفاع. لعب مع تشيلسي وكريستال بالاس ونادي هايد إف سي ونادي تشستر سيتي ودارلينجتون إف سى.